# Compsophorus rugicollis
Compsophorus rugicollis là một loài tò vò trong họ Ichneumonidae.